# Boulton Paul Sidestrand
Pour les articles homonymes, voir Boulton.
Le Boulton Paul P.29 Sidestrand était un bombardier moyen, biplan bimoteur de la Royal Air Force, nommé d'après un village sur la côte du Norfolk près de l'usine Boulton Paul Aircraft à Norwich.
Le Sidestrand effectue son premier vol en 1926 et est entré en service en 1928. Il est resté en service jusqu'en 1936, n'équipant qu'un seul escadron, le No. 101 Squadron RAF. C'était un avion agile et relativement rapide qui était capable de manœuvres acrobatiques telles que boucles, tonneaux et des vrilles.

## Conception et développement
Boulton Paul & Ltd de Norwich a construit une série de biplans bimoteurs en commençant par le Bourges (en) de 1918, qui, bien que n'étant pas été en production, a montré d'excellentes performances et maniabilité; suivi par le tout-métal Bolton (en) de 1922 et le plus petit Bugle (en) de 1923. En 1924, le ministère de l'Air publie la spécification 9/24 pour un bombardier moyen bimoteur tout-métal, une commande de deux prototypes suivrait début 1925.
Le village de Sidestrand, choisi pour le nom des avions, était le domicile du secrétaire d'État de l'air d'alors, Samuel Hoare.
Seulement 20 Sidestrands ont été construits. Les deux premiers, essentiellement des prototypes, ont été désignés le Sidestrand Mk.I. À l'origine destiné à être propulsé par deux moteurs Napier Lion en ligne, le Mk.I a finalement été équipé des moteurs Bristol Jupiter VI en étoile de 425 ch (317 kW) qui ont également propulsé les six premiers Sidestrands de production, désignés le Sidestrand Mk.II.
Les 12 autres aéronefs ont été équipés de Jupiter VIIF de 460 ch (343 kW) ont été désignés Sidestrand Mk.III. Les six Mk.II ont été remotorisés pour les amener aux caractéristiques Mk.III.
Le Sidestrand avait trois positions ouvertes pour des armes défensives, de nez, dorsale et ventrale. L'équipage se composait généralement de trois personnes, pilote, tireur de nez et un tireur unique pour les positions dorsale et ventrale, le choix suivant l'endroit où l'aéronef volait dans la formation. L'armement pour chaque position était une unique mitrailleuse Lewis de 7,7 mm. La charge de bombes du Sidestrand était limitée à (476 kg) ce qui est sans comparaison avec ses contemporains comme le Martin B-10.

## Histoire opérationnelle
Les livraisons à l'escadron no 101 nouvellement reformé à Bircham Newton ont commencé en 1928, le premier lot de six avions Sidestrand Mk.II avec moteur Bristol Jupiter VI sans réducteur. Suivies par neuf des variantes Sidestrand Mk.III avec moteur Jupiter VIIIF avec réducteur, et la dernière : trois avions de production en remplacement de Mk.II. L'escadron a ensuite déménagé à RAF Andover (en) en 1929.
Le Sidestrand a hérité de la bonne maniabilité du Boulton Paul P.7 Bourges, mais malgré s'être révélé un excellent appareil pour le bombardement et mitraillage, seul l'escadron no 101 en a été équipé. Au début des années 1930 un Sidestrand Mk.III fut équipé de moteurs Bristol Pegasus IM3. Il était destiné à devenir le Sidestrand Mk.IV, mais par la suite est devenu le prototype pour le réaménagement du Overstrand Boulton Paul qui allait commencer à remplacer les Sidestrand en service en 1936. Quatre Sidestrand ont finalement été converties en Overstrand standard et sont considérées comme essentiellement Overstrand.

## Versions
Sidestrand I
Deux prototypes.
Sidestrand II
Variante de production, six construits convertis en Sidestrand III.
Sidestrand III
Variante améliorée de production, 12 construits, quatre convertis en Boulton Paul Overstrand.
Sidestrand V
Amélioration de la variante modifiée à partir d'un Mark III avec des moteurs plus puissants, un cockpit fermé et tourelle à commandes électrique montée dans le nez, renommé Overstrand

## Utilisateurs
Royaume-Uni
- Royal Air Force
  - No. 101 Squadron RAF

## Spécifications (Mk III)
Données The British Bomber since 1914

### Caractéristiques générales
- Équipage : trois ou quatre (pilote et 2-3 artilleurs)
- Longueur : 14,02 m
- Envergure : 21,93 m
- Hauteur : 4,51 m
- Surface alaire: 90,3 m2
- Poids à vide : 2 895 kg
- Poids en charge : 4 636 kg
- Motorisation : 2 x Bristol Jupiter VIIIF 9-cylindres en étoile refroidi par l'air, 460 ch (343 kW)

### Performance
- Vitesse maximale : 224 km/h à 1 980 m
- Rayon d'action : 873 km
- Plafond : 6 300 m
- Charge alaire : 50,3 kg/m2
- Puissance / Poids : 148 W/kg
- Montée à 6 500 ft (1 980 m) : 6 min 42 s

### Armement
- Armes à feu: 3 x Lewis Mark I (7,7 mm) dans le nez, positions dorsale et ventrale
- Bombes : 473 kg au total

### Développement lié
- Boulton Paul Overstrand